# Palais Baqcheh Juq
Le palais Baqcheh Juq est un bâtiment d'époque Qajare, situé à Maku, province d'Azerbaijan-e-gharbi (de l'ouest), en Iran. Le bâtiment, entouré d'un verger, était anciennement la résidence du Sardar (gouverneur de la ville sous les Qajars), et abrite actuellement un musée. Y sont visibles outre un mobilier hétéroclite, de nombreuses fresques murales ainsi qu'un patio orné de miroirs.